# 안성역
안성역(安城驛)은 지금의 경기도 안성시 석정동에 위치했던 안성선의 철도역이었다. 현재의 한경대학교 맞은편에 있었으며, 이 자리에는 한국전력공사 안성지사가 위치해 있다.
1925년 보통역으로 개업후 1990년 간이배차역으로 격하 후 폐업 하였다.
안성역은 안성선이 있었는데 안성역을 기준으로 이천의 장호원과 천안을 다니는 철도였다. 1940년대 장호원과 안성을 연결하는 철도를 철거하여
무기를 만드는데 사용하였다. 그 전까지는 통일호(현 무궁화호) 열차가 다녔다.
그 후 비둘기호가 안성과 천안을 연결해 주었는데 1989년 폐선 후 1990년 안성역은 문을 닫았다.
2024년 기준 안성시에 계획중인 철도노선은 총 4개가 있다. 수도권내륙선,평택부발선,GTX-A,경강선이 있다. 동탄에서 청주공항까지의 수도권내륙선는 2024년 6월 사전타당성 조사가 완료되었고, 예비타당성 면제를 추진중이며, 서해에서 동해까지 연결되는 평택부발선은 예비타당성 조사 막바지 중으로 2024년 연말에 발표를 기다리고 있다.GTX-A는 2024년 5월 안성시에서 용역과 함께 국토교통부에 안성연장을 제출하여 현재 검토중이다. 경강선은 판교에서 안성까지 연장하는 노선을 2024년 3월 경기도에서 발표하여 수도권전철까지 안성에 계획중이다.

## 연혁
- 1925년 11월 1일 : 보통역으로 개업[1]
- 1944년 12월 1일 : 선로공출명령으로 안성~장호원 간 41.8km 선로철거로 안성선의 종착역이 됨
- 1967년 8월 1일 : 모든 통일호 운행 종료, 천안~안성간 비둘기호 운행 개시
- 1976년 1월 1일 : 민수용 무연탄 도착취급역 지정[2]
- 1985년 4월 1일 : 여객, 소화물취급 중지[3]
- 1985년 4월 8일 : 배치간이역으로 격하[4]
- 1989년 1월 1일 : 폐역[5]

## 참고 문헌
1. ↑  1925년 11월 6일 조선총독부관보 휘보 사설철도운수영업개시
2. ↑  1975년 12월 29일 대한민국관보 철도청고시제43호
3. ↑  1985년 3월 21일 대한민국관보 철도청고시제23호
4. ↑  1985년 4월 3일 대한민국관보 철도청고시제27호
5. ↑  1988년 12월 27일 대한민국 관보 철도청고시 제46호